# Gerhard Büttenbender
Gerhard Büttenbender (* 20. September 1938 in Darmstadt) ist ein deutscher Medienwissenschaftler, Drehbuchautor, Filmemacher und Hochschullehrer.

## Leben

### Ausbildung
Nach dem Besuch humanistischer Gymnasien in Dieburg und Darmstadt und seinem Abitur 1959 studierte Büttenbender von 1959 bis 1965 an der Universität München Philosophie, Geschichte und Kunstgeschichte und anschließend Kunstpädagogik bei Ernst Röttger an der Hochschule für Bildende Künste in Kassel. Er schloss sein Studium 1965 mit dem Staatsexamen ab. Bereits während des Studiums wurden Zeichnungen von ihm in Einzelausstellungen in den Galerien Lometsch (Kassel) und Porta (Wuppertal) gezeigt.

### Jugendhof Dörnberg
Ab 1965 arbeitete er als pädagogischer Mitarbeiter im Jugendhof des Landes Hessen auf dem Hohen Dörnberg bei Zierenberg. Er drehte Kurzfilme und holte Filmemacher, Kunst- und Filmkritiker zu Seminaren an den Jugendhof Dörnberg. Dort veranstaltete er zusammen mit Christian Rittelmeyer Seminare zur Kulturellen Bildung, zu denen als Referenten u. a. Werner Nekes, Dore O., Reimut Reiche, Bazon Brock, Hansjürgen Rosenbauer, Harun Farocki, Hartmut Bitomsky, Katrin Seybold, Gerd Conradt und der hessische Generalstaatsanwalt Fritz Bauer eingeladen wurden.

### Kasseler Filmkollektiv
Im Jahr 1968 gründete Büttenbender mit Adolf Winkelmann, Jutta Schmidt, ihrer Zwillingsschwester Gisela Schmidt, mit der er von 1969 bis 1970 in zweiter Ehe verheiratet war, und anderen Teilnehmenden das Kasseler Filmkollektiv. In den Jahren 1971/1972 arbeitete er als wissenschaftlicher Assistent am Lehrstuhl für visuelle Kommunikation an der Pädagogischen Hochschule Göttingen. 1971/72 nahm Gerhard Büttenbender an der friedlichen Besetzung der Belgier-Siedlung in Kassel teil. 1972 wurde er zusammen mit Sigurd Hermes von Harald Szeemann als Mitarbeiter für den Bereich Film zur documenta 5 berufen; sie wählten dort erstmals ein Filmprogramm für eine documenta aus.

### Hochschule für Bildende Künste in Braunschweig
1973 wurde Büttenbender als Dozent an die HBK in Braunschweig berufen und mit der Gründung und Leitung einer Filmklasse beauftragt. Er entwickelte und leitete das dortige Film- und Videostudium bis 2003; ab 1990 zusammen mit Birgit Hein. Im Jahr 1978 wurde er zum Rektor der HBK in Braunschweig gewählt; das Amt hatte er bis 1983 inne. 1980 wurde er zum Professor ernannt. Seine dritte Ehefrau, die aus Kempten (Allgäu) stammende Journalistin und Schriftstellerin Ilona Büttenbender hatte er 1981 geheiratet.
Von 1983 bis 1999 war Büttenbender Mitglied der Filmbewertungsstelle Wiesbaden, von 1986 bis 1993 auch Mitglied der Filmkommission des Landes Niedersachsen.
Von 1993 bis 2003 lebte er in Siegfried Neuenhausens Künstler-Galerie „Kornbrennerei“ in Hannover.

## Filmografie

### Kasseler Filmkollektiv
- 1968: Die Kamera ist auf Passanten gerichtet
- 1968/1969: Heinrich Viel
- 1968: Liebe Gudrun
- 1969: Der Höcherl
- 1969: Es spricht Ruth Schmidt
- 1969: Verzehrende Liebe – Glühender Hass
- 1969: Meine Lieben
- 1970: Die Fresse
- 1970/1971: Worin unsere Stärke besteht
- 1971/1972: Streik bei Piper & Silz

### TV-Produktionen
- 1974: Die heile Welt und ihre Märchenhelden (ZDF)
- 1975: Kinder lesen Comics (WDR)

## Auszeichnungen
- 1970: Großer Preis bei den 15. Internationalen Kurzfilmtagen Oberhausen, für Heinrich Viel vom Kasseler Filmkollektiv
- 1970: Josef-von-Sternberg-Preis, Filmfest Mannheim für Es spricht Ruth Schmidt vom Kasseler Filmkollektiv
- 1997: Kunstpreis des Landes Niedersachsen
- Niedersächsischer Kunstpreis mit Experimentalfilmarbeiten
- 2003: „Carte Blanche für Gerhard Büttenbender“, Kino im Künstlerhaus Hannover

## Ausstellungsbeteiligungen
- 1970: Künste in Deutschland heute, Kunsthalle Köln
- 1970–1972: Documenta 5, Kassel
- 1975: Deutscher Künstlerbund Jahresausstellung, Dortmund
- 1975: un expérience d'art sozio-écologique (zusammen mit Siegfried Neuenhausen), Musée d’art moderne de la Ville de Paris
- 1976: Sommerausstellung der Galerie Falazik, Neuenkirchen
- 1977: 1. Bundesausstellung des Bundesverbandes Bildender Künstlerinnen und Künstler, Stuttgart

## Veröffentlichungen
- Gerhard Büttenbender und Christian Rittelmeyer: Zur politischen Bedeutung der kulturellen Bildung in Deutsche Jugend,            München, Juli 1967
- Gerhard Büttenbender und Ulf Lüers: Beschreibung eines Modells – Ein Beitrag zur kulturellen Bildung in Deutsche Jugend, München, 1969
- Gerhard Büttenbender und Christian Rittelmeyer: Ästhetische Experimente – Schule der Toleranz Eine Untersuchung zum Einfluss von Bildmontagen auf intolerante Haltungen in Kunst und Unterricht, Hannover März 1969
- Gerhard Büttenbender und Christian Rittelmeyer: Experimentelle Demonstrationen in der politischen Bildung in Moderne Sozialarbeit, Kiel, 1970
- Gerhard Büttenbender und Adolf Winkelmann: Überlegungen zur politischen Relevanz des Films in Internationaler Jugendfilmkongress – ein Bericht, Aachen, 1970
- Ulf Lüers, Gerhard Büttenbender, Christian Rittelmeyer: Selbsterfahrung und Klassenlage Voraussetzungen und Methoden politischer Bildung. Juventa-Verlag, München, 1971.
- Gerhard Büttenbender und Christian Rittelmeyer: Demonstrationsexperimente – Einsatz ästhetischer Phänomene zum Abbau kognitiver Naivität in Hans Giffhorn (Hrsg.) Politische Erziehung im ästhetischen Bereich Friedrich Verlag, Hannover, 1971
- Gerhard Büttenbender und Sigurd Hermes: Realisationsbereich Film – Strukturfelder und Arbeitsstrategien in documenta 5 Informationen, Kassel, April 1972
- Gerhard Büttenbender und Sigurd Hermes: Realisationsbereich Film in documenta 5 Katalog, Kassel, 1972
- Gerhard Büttenbender: Künstlerische Tätigkeitsfelder im Katalog der Bundesausstellung des Berufsverbandes Bildender Künstler Stuttgart 1977 --180.183.184.59 10:46, 12. Sep. 2017
- Birgit Hein und Gerhard Büttenbender (Hrsg.): Die Filmklasse der Hochschule für Bildende Künste Braunschweig. Salon-Verlag, Köln, 2000.